# Ranunculus trichophyllus subsp. eradicatus
Ranunculus trichophyllus subsp. eradicatus é uma subespécie de planta com flor pertencente à família Ranunculaceae. 
A autoridade científica da subespécie é (Laest.) C.D.K.Cook, tendo sido publicada em Mitt. Bot. Staatssamml. München 6: 622 (1967).

## Portugal
Trata-se de uma subespécie presente no território português, nomeadamente em Portugal Continental.
Em termos de naturalidade é nativa da região atrás indicada.

## Protecção
Não se encontra protegida por legislação portuguesa ou da Comunidade Europeia.